# Doppelte Philippsbirne

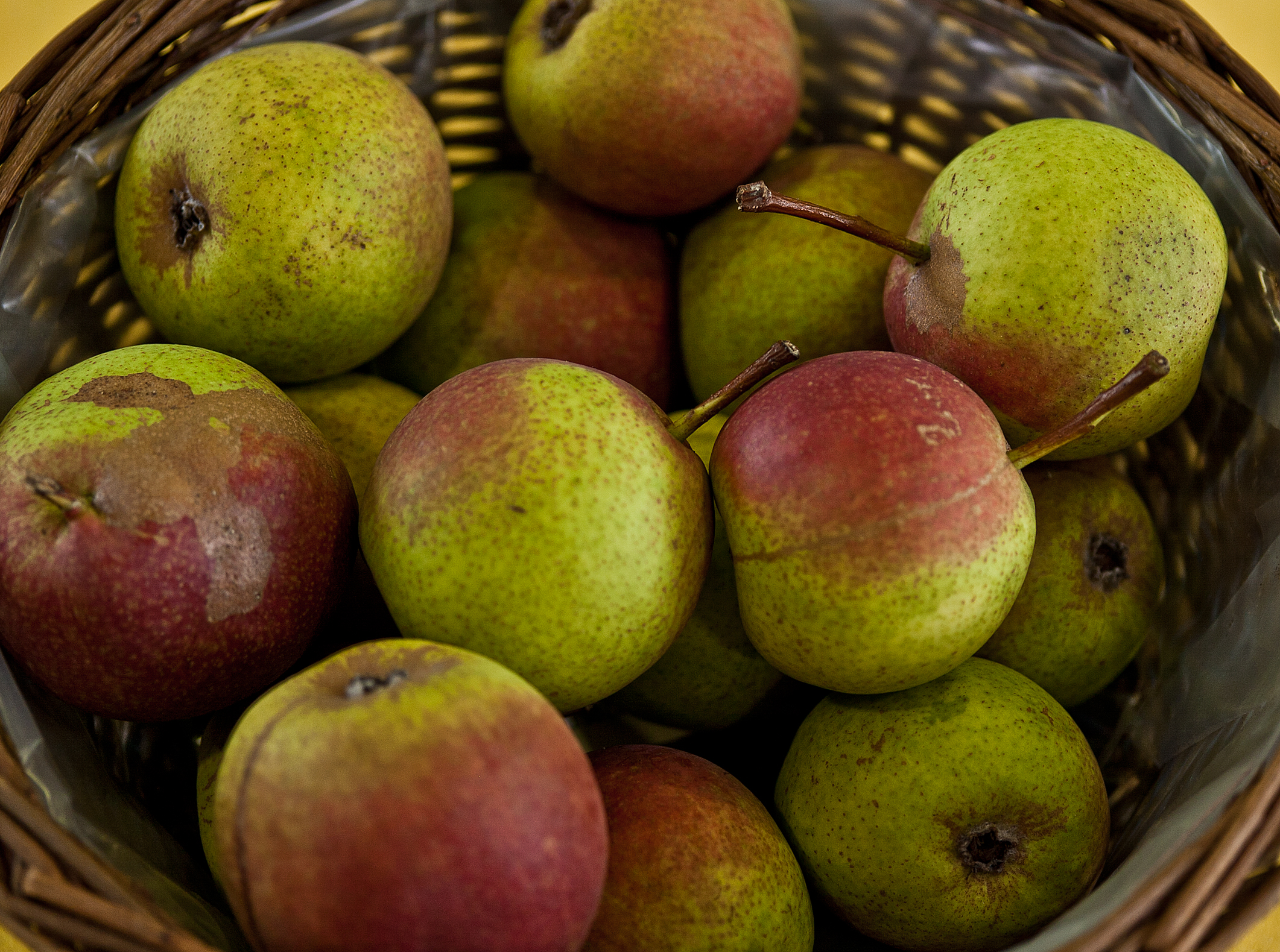
Früchte der Doppelten Philippsbirne

Die Doppelte Philippsbirne ist eine alte Sorte der Birne (Pyrus communis). Sie wurde um 1800 in Belgien als Zufallssämling aufgefunden und 1847 durch Bivort erstmals beschrieben. Die ertragreiche Herbstbirne stellt keine hohen Ansprüche an Boden und Klima. Die Früchte sind wohlschmeckend, aber nur kurze Zeit lagerfähig. Sie war Streuobstsorte des Jahres 2006 des Verbands der Gartenbauvereine Saarland-Pfalz.

## Herkunft und Bezeichnungen
Die Doppelte Philippsbirne wird in Belgien und Frankreich als Philippe double oder Double Philippe bezeichnet.
Jahn vermutet, dass die Doppelte Philippsbirne diesen Namen in Belgien erhielt, wo die ebenfalls kleinfrüchtige und im Oktober reifende Sorte Philippe le bon (Philipp der Gute) verbreitet war. Die Sorte wurde durch Jean-Baptiste van Mons kultiviert, der sie einem Grafen von Mérode-Westerloo widmete. Auf diese Verbindung gehen die Bezeichnungen Beurré de Mérode, Beurré de Mérode-Westerloo, Beurré de Westerloo, Poire de Mérode und Doyenne de Mérode zurück.
Im deutschen Sprachraum wurde die Doppelte Philippsbirne auch als Sommer Diel oder Frühe Diel  bezeichnet, weil sie etwas früher reif wird als die ähnliche Diels Butterbirne.

## Baum
Die Doppelte Philippsbirne wächst stark und bildet auf Sämlingsunterlage eine breitkugelige und gut verzweigte Krone. Sie kann in verschiedenen Formen gezogen werden und eignet sich auch als Spalierbaum. Mit Quitte als Unterlage sollen die Birnen eine intensivere Rotfärbung bekommen, was jedoch eine Zwischenveredelung erfordert.
Birnbäume dieser Sorte eignen sich besonders für warme und leichte Böden. Sie sind windfest und gedeihen auch in den raueren Lagen Mitteleuropas bis hinein in die Alpen.
Die Fruchtbarkeit tritt schon früh ein, die Doppelte Philippsbirne bringt hohe Erträge.

## Blüte
Die Doppelte Philippsbirne blüht ziemlich früh im Jahr, sie ist kein guter Pollenspender. Befruchtersorten sind beispielsweise ‘Clapps Liebling’, ‘Gellerts Butterbirne’, ‘Gute Luise’, ‘Köstliche aus Charneux’ oder ‘Williams Christ’.

## Reife und Frucht
Der Reifezeitpunkt kann je nach Witterung und Standort zwischen Anfang September und Anfang November liegen. Die Früchte hängen fest am Baum, unreif geerntet bleiben sie sauer.
Die Birnen werden mittelgroß bis groß, etwa 65–95 mm lang und 58–78 mm breit. Ihre Form wird als „breit kegelstumpfförmig bis dickbäuchig birnförmig“ beschrieben. Die Grundfarbe ist zunächst mattgrün, zur Reifezeit wird sie hellgelb, gelegentlich an einer Seite gerötet. Die Birnen sind mit zahlreichen feinen bräunlichen Schalenpunkte bedeckt. Um den Kelch und den Stiel kann die Schale etwas Rost zeigen.
Die Früchte gelten als sehr gute Tafelbirnen, die sich auch zur Herstellung von Saft oder Kompott eignen. Jahn beschreibt sie als „sehr saftreich, von weinartigem, gezuckertem, erfrischenden Geschmack“.
Die Birnen sollten nach der Ernte rasch verzehrt werden, die Angaben zur Lagerfähigkeit liegen zwischen zwei und vier Wochen.

## Pflanzenkrankheiten
Die Doppelte Philippsbirne gilt als widerstandsfähig gegen Krankheiten. Sie hat jedoch eine starke Anfälligkeit für Feuerbrand und eine geringe für Schorf. Kupferspritzmittel verträgt sie schlecht.